# Franz Josef Degenhardt
Franz Josef Degenhardt (Schwelm, 3 de diciembre de 1931 – Quickborn, 14 de noviembre de 2011) fue un poeta, satírico, novelista y cantautor folk (Liedermacher) alemán muy alineado con las posiciones de izquierda.

## Biografía
Degenhardt estudió de 1952 a 1956 en Colonia y Friburgo En 1961, trabajó para el Europa-Institut de la Universidad de Saarbrücken, donde obtuvo su doctorado en 1966. Degenhardt se unió al Partido Socialdemócrata de Alemania (SPD) en 1961, pero fue forzado a marcharse en 1971 por su apoyo al Partido Comunista Alemán (DKP), al que se unió en 1978.
Desde principios de la década de los 60, y en paralelo a su faceta como abogado, Degenhardt comenzó a grabar discos. Una de sus canciones más conocidas (del álbum homónimo) fue "Spiel nicht mit den Schmuddelkindern" (1965), pero grabó cerca de 50 álbumes, comenzando con Zwischen Null Uhr und Mitternacht (1963), renombrado Rumpelstilzchen (título original: Zwischen Null Uhr Null und Mitternacht). Sus álbumes más recientes Krieg gegen den Krieg y Dämmerung salieron en 2003 y 2006. En 1968, Degenhardt estuvo involucrado en juicios de miembros del movimiento estudiantil alemán, principalmente defendiendo a socialdemócratas y comunistas. Al mismo tiempo, fue una de las principales caras del movimientos estudiantil de 1968. En 1972 se tradujo la canción "Here's to You" bajo el título Sacco und Vanzetti con cinco nuevos versos. En el álbum de 1977 Wildledermantelmann criticó a muchos de sus antiguos camaradas de esa época por lo que él veía como su traición a los ideales socialistas y su cambio hacia una orientación social-liberal. El título del álbum (aproximadamente, "Hombre con abrigo de terciopelo") se burla del estilo de ropa que supuestamente habían adoptado.
Destacan sobre todo, su álbum de 1986 Junge Paare auf Bänken y la canciónVorsicht Gorilla! del álbum homónimo de 1985, que fueron traducidos al francés por el cantautor Georges Brassens, espiritualmente quizás uno de sus aliados musicales más cercanos.
Degenhardt también escribió diversas novelas, muchas de ellas autobiográficas, como: de (1972), Brandstellen (1974), Der Liedermacher (1982) y Für ewig und drei Tage (1999).
Fue primo del arzobispo de Paderborn, Johannes Joachim Degenhardt y cuñado del ilustrador estadounidense Gertrude Degenhardt, que diseñó algunas de las portadas de sus discos. Degenhardt vivió en Quickborn, en Schleswig-Holstein hasta su muerte en 2011.